# 官営幌内鉄道

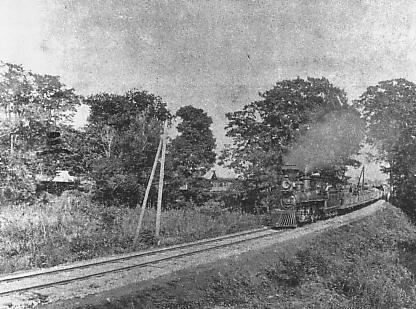
官営幌内鉄道

官営幌内鉄道（かんえいほろないてつどう）は、北海道にかつて存在した官営の鉄道事業者。北海道開拓使の運営。
後の手宮線（1985年廃止）、函館本線南小樽駅 - 岩見沢駅間（現存）、幌内線（1987年廃止）などを建設した。

## 沿革

### 建設前史
1869年（明治2年）、発足したばかりの明治政府は北海道の資源開発のため、北海道開拓使という官庁を設置し、北海道の開拓・経営に乗り出した。開拓使では、アメリカ人技師ホーレス・ケプロンを招いて資源調査を行い、幌内川（三笠幌内川）上流の炭田（後の幌内炭鉱）が埋蔵量が多く、有望であると判明した。そこで、改めてアメリカ人技師ベンジャミン・スミス・ライマンを招いて、炭田の開発計画を立案させることとなった。
ケプロンは幌内 - 室蘭間に鉄道を敷設し、室蘭港からの石炭積み出しを計画したが、ライマンは幌内 - 幌向太（現在の幌向付近）間に鉄道を敷設し、そこから石狩川を利用した川舟により小樽港へ運び、そこで本船に積み替える計画とした。開拓使では、ライマンの計画のほうが経費がかからないことから、1878年（明治11年）3月にこの計画を承認し、事務長に山内堤雲、事務副長に松本荘一郎、平井晴二郎が就任して開発が本格化、翌年アメリカから鉄道技師ジョセフ・ユーリー・クロフォードを招いて、幌内 - 幌向太間の測量を開始した。
しかし、幌向太付近はヤチと呼ばれる湿地が多く、積替え設備の設置や駅夫の居住に適さないうえ、石狩川は冬季の結氷により舟運を利用できるのは年150日程度しかないことが判明し、クロフォードは再び計画を変更し、幌内太から小樽に鉄道を延長し、小樽港から石炭を積み出すよう提案した。これにより、年間を通じて鉄道による安定輸送が可能となり、桟橋の上に線路を敷設すれば、貨車から直接船積みができ、川舟への積替えの手間やその際の石炭の減耗も防げることから、開拓長官黒田清隆はこれを承認することとした。

### 幌内鉄道の開業

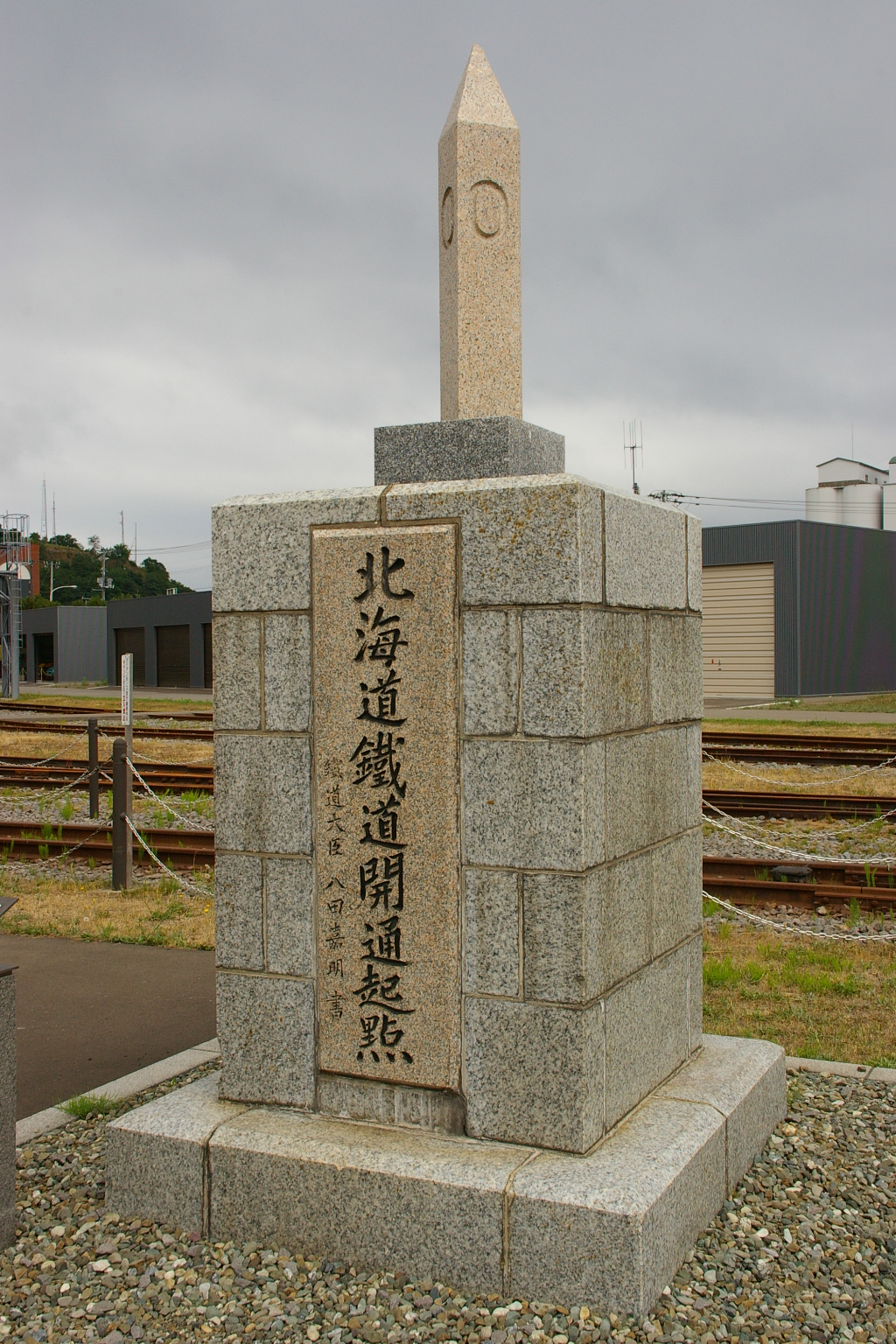
北海道鉄道開通起点

建設工事は、1880年（明治13年）1月、小樽市内の若竹第3隧道から着工された。同年10月24日には手宮桟橋 - 熊碓第4隧道間で蒸気機関車「弁慶号」による試運転を行い、同年11月28日には手宮 - 札幌間の22マイル25チェーン（約35.9km）が開通した。
先行して開業した京浜間鉄道や阪神間鉄道などがイギリス様式で建設されたのに対し、本鉄道はアメリカ様式で建設された。建設経費の節約や、アメリカの流儀からいけば、この鉄道は914 mm（3 ft）軌間で建設されたであろうが、将来、敷設されるであろう他の鉄道との接続を考慮した黒田の方針により、本州の鉄道と同じ1,067 mm（3 ft 6 in）軌間が採用された。結果的にこの判断は、後に青函連絡船による車両航送や、青函トンネルを利用した本州・北海道間の直通運転の実現に功を奏すこととなる。
レールは15 kg（30ポンド/ヤード）の錬鉄製、枕木の本数は少なく道床も薄かった。手宮に機関庫と工場が設けられたが、小樽駅（現在の南小樽駅）や札幌駅は仮駅で、途中の朝里、軽川、琴似の各駅は、「フラグストップステーション」というアメリカ式の駅であった。
開業に当たっては、アメリカのH.K.ポーター社から蒸気機関車2両、ハーラン・アンド・ホリングスワース社から2軸ボギー客車8両が輸入された。蒸気機関車（後の鉄道院7100形）は、1、2と付番されたほか「義経」、「弁慶」と命名された。いずれもアメリカの西部開拓期を思わせるようなスタイルの車両である。1881年（明治14年）8月、明治天皇の北海道巡幸があり、これらの車両を使用して、小樽 - 札幌間で北海道初のお召列車が運転された。天皇の御乗用としては最上級の客車であった「開拓使号」が使用され、「義経」が9両編成の列車を牽引した（異説もある）。
1882年（明治15年）2月8日を以って開拓使は廃止され、鉄道と炭鉱は工部省の所管となった。同年6月25日には札幌 - 江別間が仮開業し、11月13日には手宮 - 幌内間が全通した。翌1883年（明治16年）9月17日には、手宮 - 幌内間鉄道の開業式が札幌で開催され、皇族や陸軍卿のほか、鉄道局長井上勝も列席している。この日は、市民の鉄道への理解を深めるため、終日無料で開放されたという。

### 北有社の経営請負
幌内鉄道の経営は、決して順調ではなかった。1880年（明治13年）から1885年（明治18年）までの6年度のうち、収益のあったのはわずか2年度のみで、札幌 - 幌内間開業後の営業係数は200近いという有様であった。これには、石炭の輸送は無賃であったというのが大きく影響している。1886年（明治19年）1月26日、鉄道と炭鉱は工部省から北海道庁に移管された。北海道庁は開拓使や工部省のような潤沢な予算を持たなかったため、翌1887年（明治20年）4月、炭砿鉄道事務所を廃止して炭鉱と鉄道を分離し、北海道鉄道事務所とした。それに伴い事務所を札幌から手宮に移している。
同年12月、4月まで炭砿鉄道事務所長の職にあった村田堤から、幌内鉄道の運営を請け負い、未成線となっていた幾春別線を開業させたいとの出願があった。村田は、黒田の腹心の一人である。これは欠損続きの幌内鉄道を村田に引受けさせようとしたのか、村田が自ら出願したのかは不明であるが、北海道庁長官の上申書には、「石炭の販路が拡大したため、幌内の石炭だけでは足りなくなったので、未成線の幾春別線を建設して幾春別炭鉱を開発したいのだが、鉄道の欠損によりその費用を出すのは不可能である。しかし、これを民間に請け負わせれば事務も簡素化されて収支は償い、賃貸料を有益な事業に活用できる。」旨が記されている。
1888年（明治21年）3月、北海道庁は村田の出願を認可し、村田は北有社（ほくゆうしゃ）という団体を設立して幌内鉄道の運営を請け負うこととなった。請負期間は、1888年（明治21年）4月1日から15年間とされ、年間の借料は5,000円とされた。北有社は設備の保守料を負担し、運賃や運転回数は北海道庁の定めた運行規程によることとした。これにより業績は回復し、1888年（明治21年）度の営業係数は70程度となった。
幌内太（後の三笠） - 幾春別間は、1886年（明治19年）5月に着工していたものの、石炭価格の低下により工事は中断されていたが、村田は請負直後の1888年（明治21年）5月に工事を再開し、同年12月10日に開業させた。同線は建設費を節約したため、起伏の多い急勾配の介在する線形となった。
1889年（明治22年）12月11日、北有社が私鉄の北海道炭礦鉄道に事業譲渡し、官営幌内鉄道は消滅。手宮 - 幌内間および幌内太 - 幾春別間鉄道路線は北海道炭礦鉄道に移管され、同社の幌内線となった。

## 年表
- 1880年（明治13年）
  - 1月：小樽市内の若竹第3隧道で建設工事着工。
  - 9月28日：米国貨物船「ジェラルド・C・トベイ号」が手宮に入港し、鉄道機材荷揚げ。官営幌内鉄道のレール敷設を開始[3][4][5][15]。
  - 10月17日：鉄道機材を積んだ米国貨物船「ジェラルド・C・トベイ号」が、完成間近の石炭船積用海上桟橋（手宮桟橋：450m）に接岸[16]。官営幌内鉄道による積込線敷設を開始。
  - 10月24日：手宮桟橋－熊碓第4隧道間 (4.8km) のレール敷設が完了し、蒸気機関車「弁慶号」にて試運転[3][4][5]。これが北海道内における初の鉄道運転となる。
  - 11月11日：官営幌内鉄道の手宮駅－開運町駅間が試験開業。同区間に手宮駅（貨物駅）・開運町駅（一般駅）を開設（仮開業）。また、手宮駅－銭函駅間で仮運転を実施。
  - 11月18日：官営幌内鉄道の開運町駅－軽川駅間が試験開業。同区間に銭函駅（一般駅）・軽川駅（フラグステーション）を開設（仮開業）。
  - 11月28日：官営幌内鉄道の手宮駅－開運町駅－札幌駅間 (22M25C≒35.9km) が仮開業[6][7]。同区間に手宮駅[3][4][5][17]・開運町駅[13][18]・銭函駅[18]・軽川駅（フラグステーション）[19][18]が正式開業。同区間に朝里駅（フラグステーション）[18]・琴似駅（フラグステーション）[18]・札幌駅（仮停車場）[3][20][18]を開設。朝里駅（フラグステーション）・軽川駅（フラグステーション）は旅客のみ取扱い。
  - 12月：手宮桟橋設置および積込線敷設完了。手宮駅－手宮桟橋間の貨物線が開業[15]。
- 1881年（明治14年）
  - 2月：手宮仮停車場が竣工[3][4][5]。旅客の取扱いを開始[注釈 2]。
  - 4月：官営幌内鉄道の延長工事開始[20]。
  - 5月22日：小樽大火によって開運町駅が焼失。第二住吉隧道を挟んだ反対側（手宮方）に同駅を移転し、住吉駅に改称[13][22]。
  - 8月：官営幌内鉄道の一般貨物、乗客運賃制定[3]。明治天皇の北海道巡幸に伴い、北海道初のお召列車が運転される。
  - 10月：朝里駅（フラグステーション）・軽川駅（フラグステーション）の貨物取扱いを開始。
- 1882年（明治15年）
  - 1月：札幌仮停車場が札幌停車場（一般駅）として営業開始[20]。
  - 2月8日：北海道開拓使の廃止に伴い、鉄道と炭鉱が工部省に移管。
  - 6月25日：官営幌内鉄道の札幌駅－江別駅間が仮開業し[9]。同区間に江別駅を開設（仮開業）[3]。
  - 11月13日：官営幌内鉄道の札幌駅－幌向太駅－幌内駅間が延伸開業し[10][11][9][6][12]、手宮駅－幌内駅間が全通[9][6][12]。江別駅（一般駅）が正式開業[10][11][18]。同区間に白石駅（フラグステーション）[10][11]・幌向太駅（フラグステーション）[10][11][23][18]・幌内太駅（一般駅）[10][11][17]・幌内駅（貨物駅）[10][11][17]を開設。
  - 11月14日：幌内駅から手宮駅へ幌内炭砿の運炭が開始[24]。
- 1883年（明治16年）
  - 2月2日：幌内駅が旅客・荷物取扱いを開始し、一般駅となる[25]。
  - 4月以前：幌向太駅（フラグステーション）が一般駅に昇格し、幌向駅に改称[注釈 3][22]。
  - 6月：幌内駅の停車場竣工[28]。
  - 月日不詳：朝里駅（フラグステーション）・軽川駅（フラグステーション）・琴似駅（フラグステーション）・白石駅（フラグステーション）が営業休止。
- 1884年（明治17年）
  - 月日不詳：朝里駅（フラグステーション）・軽川駅（フラグステーション）・琴似駅（フラグステーション）が営業再開。同時に朝里駅・軽川駅は一般駅に昇格。
  - 8月15日：岩見沢駅（フラグステーション）を開設[18]。
- 1885年（明治18年）11月：岩見沢停車場を新築開設[注釈 4][28]。
- 1886年（明治19年）1月26日：鉄道と炭鉱が工部省から北海道庁に移管。
- 1887年（明治20年）4月：北海道庁の炭砿鉄道事務所が廃止され、炭鉱と鉄道が分離される。鉄道部門は北海道鉄道事務所となり、札幌から手宮に移転。
- 1888年（明治21年）
  - 月日不詳：白石駅（フラグステーション）が営業再開。
  - 4月1日：官営幌内鉄道が北有社に運輸業務を譲渡[9][13]。
  - 12月10日：幌内太駅－郁春別駅間が延伸開業[12]。同区間に郁春別駅（一般駅）[17]を開設。
- 1889年（明治22年）
  - 5月28日：郁春別駅が幾春別駅に改称。
  - 11月3日：野幌駅（フラグステーション）を開設[18]。
  - 12月11日：北有社の事業譲渡に伴い、官営幌内鉄道が北海道炭礦鉄道に移管[9][13][6][7][12]。手宮駅－幌内駅間および幌内太駅－幾春別駅間が北海道炭礦鉄道幌内線[14]となる。

## 駅一覧
北海道炭礦鉄道に移管された時点のものを表記する。
本線
手宮駅（貨物駅） - 住吉駅（一般駅） - 朝里駅（一般駅） - 銭函駅（一般駅） - 軽川駅（一般駅） - 琴似駅（フラグステーション） - 札幌駅（一般駅） - 白石駅（フラグステーション） - 野幌駅（フラグステーション） - 江別駅（一般駅） - 幌向駅（一般駅） - 岩見沢駅（一般駅） - 幌内太駅（一般駅） - 幌内駅（一般駅）
支線
幌内太駅（一般駅） - 幾春別駅（一般駅）

## 車両

### 蒸気機関車
- 1 - 6（義経、弁慶、比羅夫、光圀、信廣、しづか） - 北海道炭礦鉄道形式イ（→鉄道院7100形）
- 7, 8（第一村田、第二村田） - 北海道炭礦鉄道形式ロ（→鉄道院7170形）

### 客車
- 開拓使号
- 北海道炭礦鉄道の客車も参照